# III Korpus Wielkiej Armii
III Korpus Wielkiej Armii – jeden z korpusów Wielkiej Armii I Cesarstwa Francuskiego.

## Działania zbrojne
- bitwa pod Austerlitz, 2 grudnia 1805
- bitwa pod Jeną-Auerstedt, 14 października 1806
- bitwa pod Pruską Iławą, 7-8 lutego 1807
- bitwa pod Teugen-Hausen, 19 kwietnia 1809
- bitwa pod Eckmühl, 21-22 kwietnia 1809

## Skład w bitwie pod Austerlitz 1805
- 2 Dywizja – gen. bryg. Friant
  - Brygada – gen. bryg. Kister
  - Brygada – gen. bryg. Lochet
  - Brygada – gen. dyw. Heudelet

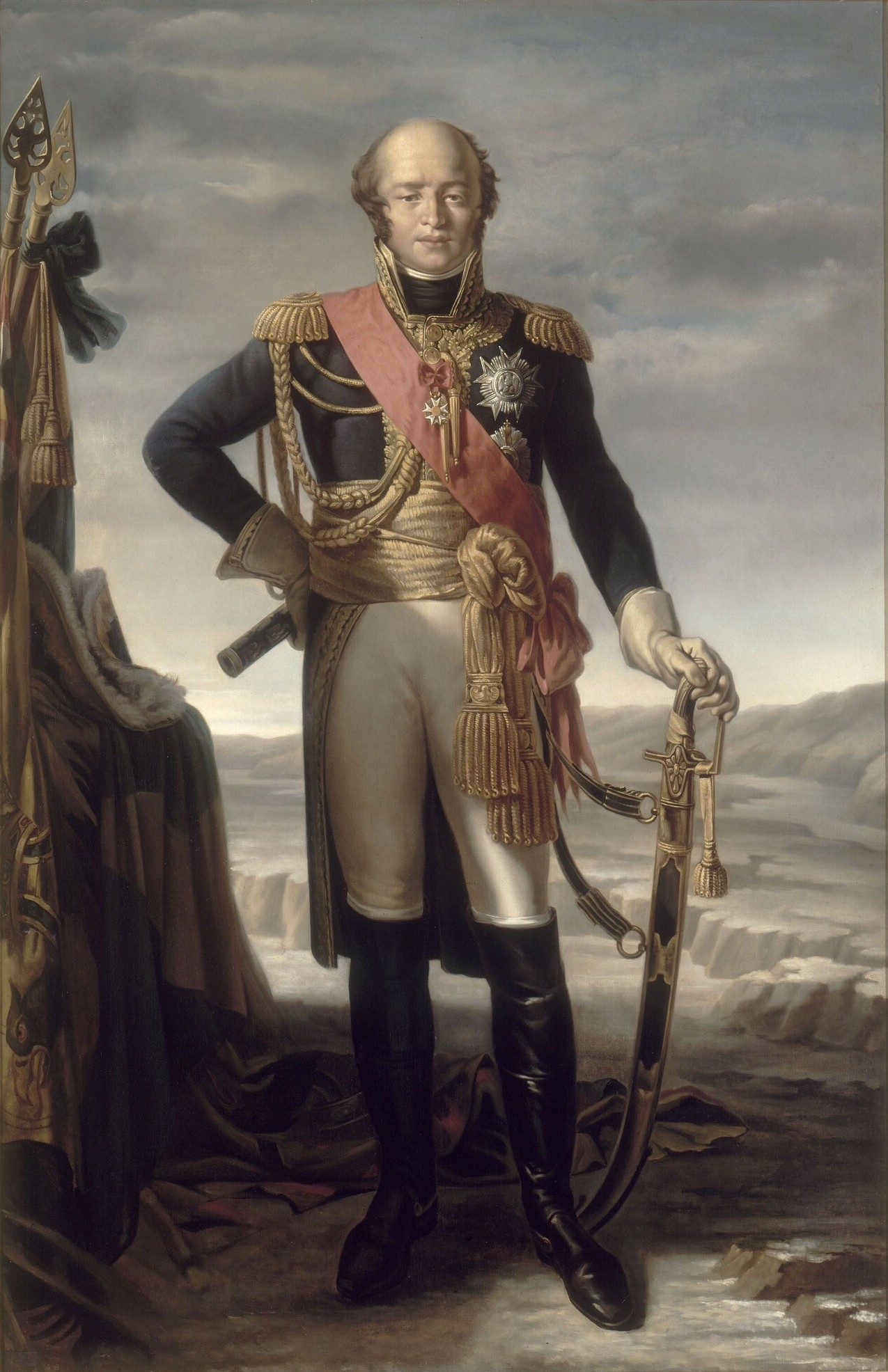
Louis Nicolas Davout, dowódca III Korpusu WA w 1806

- 4 Dywizja Dragonów - gen. dyw. Bourcier
- 1 pułk dragonów (osobno przydzielony z 2 Dywizji Dragonów)
  - 1 szwadron
  - 2 szwadron
  - 3 szwadron

## Kampania pruska 1806
4 października 1806 Wielka Armia wkroczyła do sprzymierzonej z Prusami Saksonii idąc na północny wschód. Podzielona była na korpusy armijne. III Korpus marszałka Louisa Davouta szedł w centrum, od Bambergu przez Kronach, a razem z nim I Korpus marsz. Jeana Bernadotte'a, Korpus Jazdy marsz. Joachima Murata i Gwardia Cesarska dowodzona przez marsz. Jean-Baptiste'a Bessières'a. Miały one przekroczyć rzekę Saale pod Saalburgiem.

## Początki wojny z Rosją
- dowódca marszałek Michel Ney
- 37 000 ludzi
- 72 armaty

## Skład w sierpniu 1813

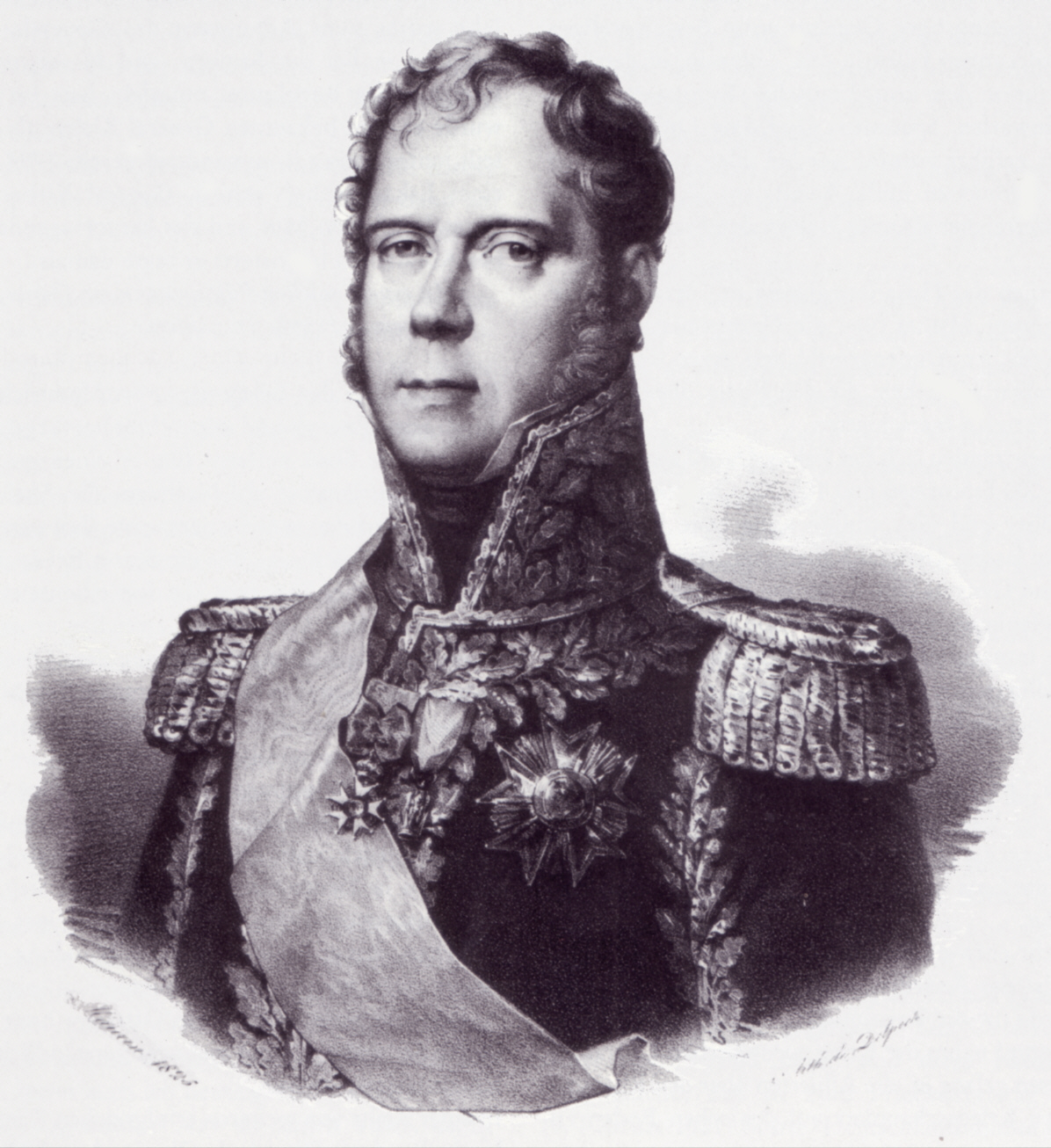
Marszałek Michel Ney, dowódca III Korpusu Wielkiej Armii w 1813

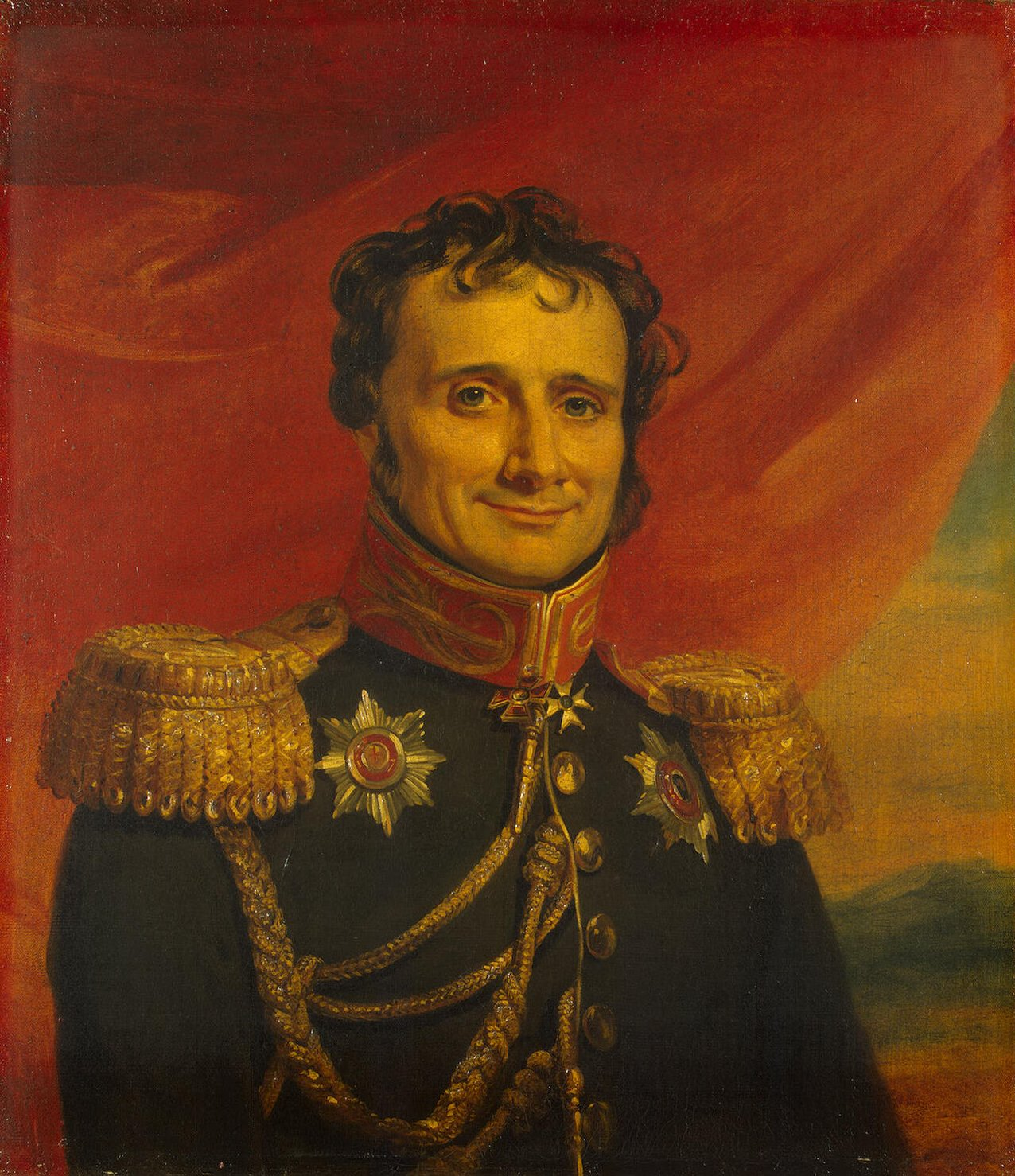
Gen. Antoine-Henri Jomini, szef sztabu III Korpusu Wielkiej Armii w 1813 (mal. George Dawe)

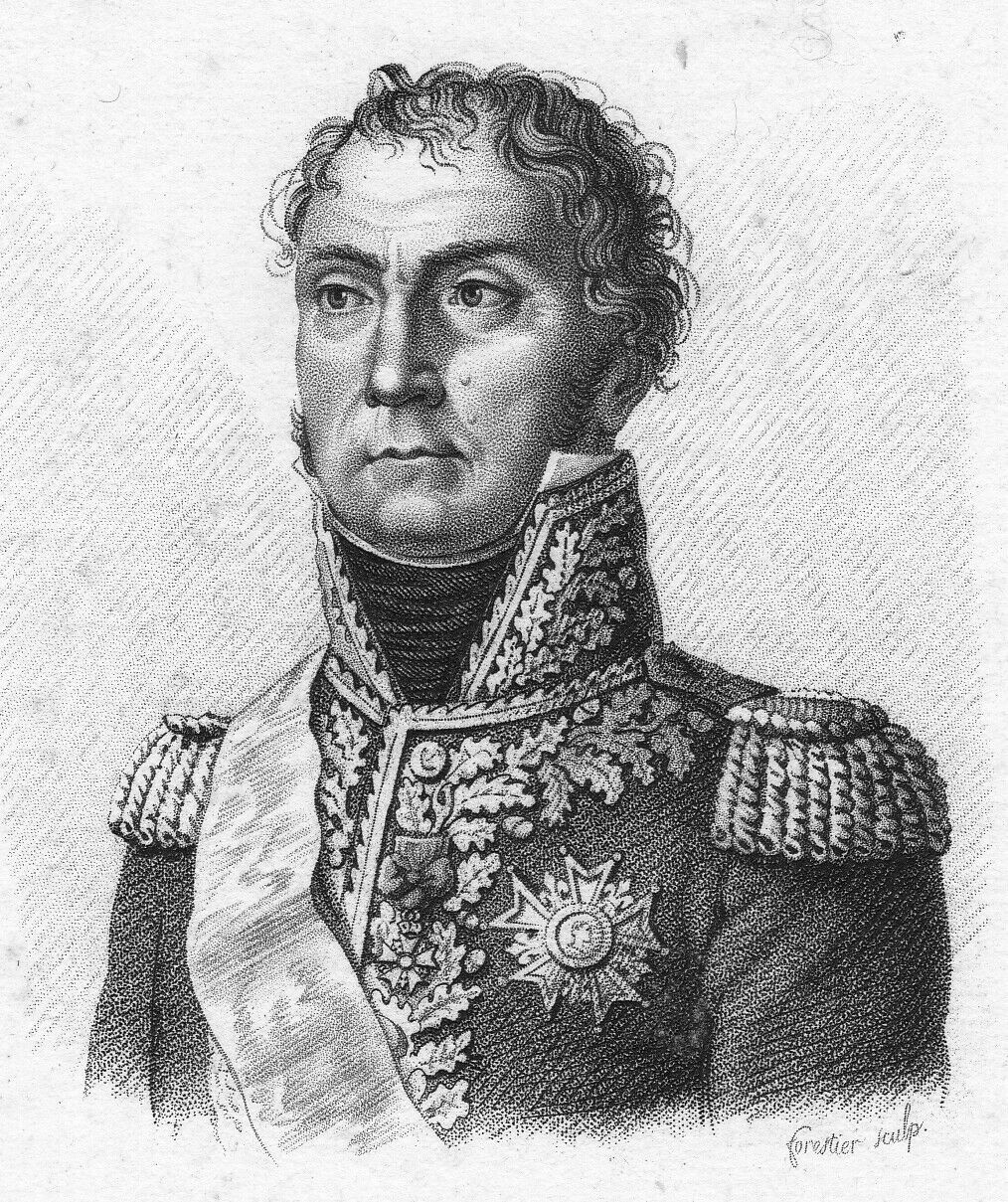
Hrabia Joseph Souham, dowódca 8 Dywizji w 1813

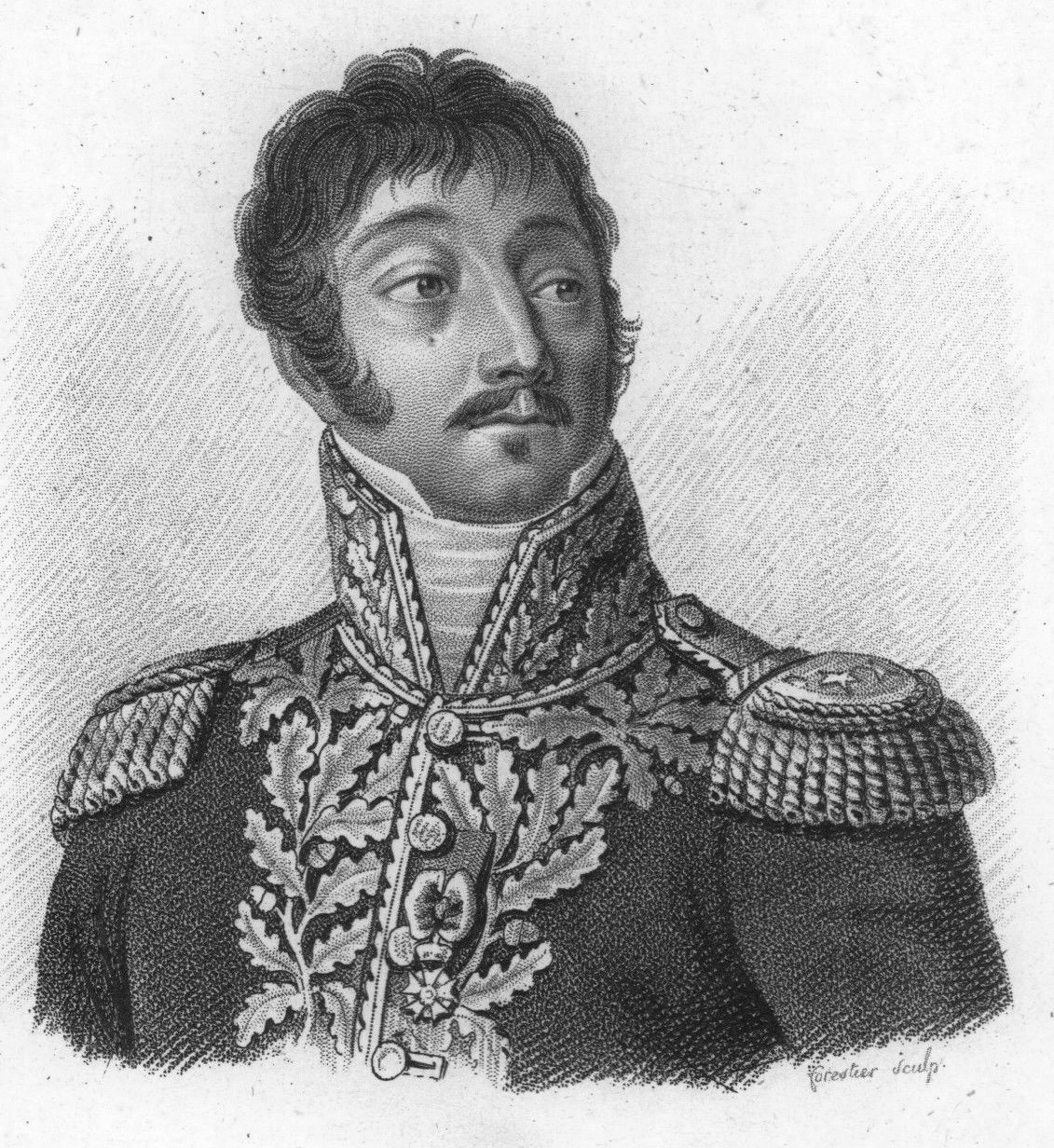
Gen. Michel Silvestre Brayer, dowódca 1 Brygady w 1813

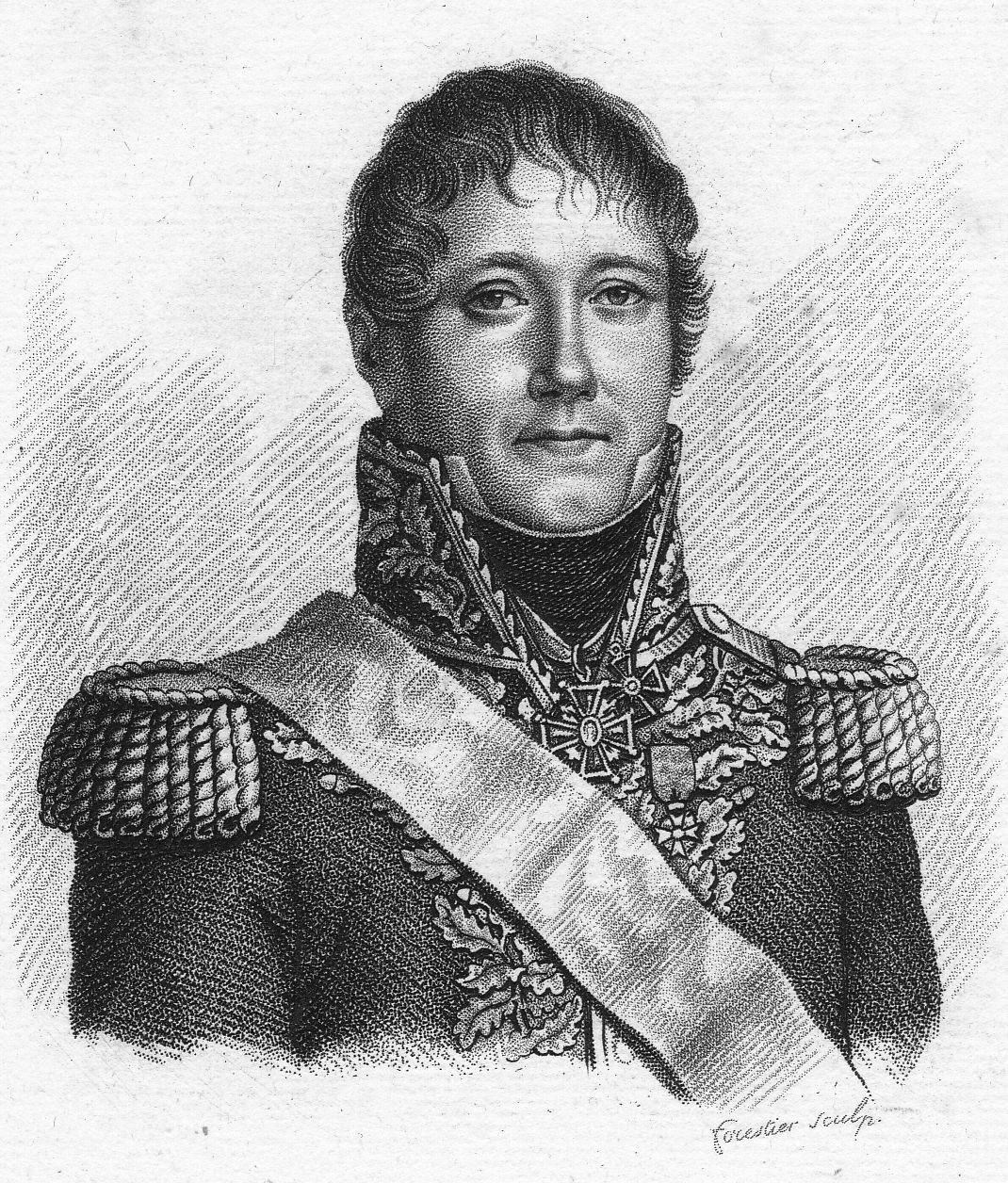
Gen. Jean Gabriel Marchand, dowódca 39 Dywizji w 1813

Kwatera główna III Korpusu mieściła się w Bolesławcu.
- dowódca – marszałek Michel Ney, książę Moskwy (1769–1815)
- szef sztabu – gen. bryg. Antoine–Henri Jomini (1779–1869)
- dowódca artylerii – gen. dyw. Joseph Claude Marie Charbonnel (1775–1846)

- 8 Dywizja – gen. dyw. Joseph Souham (1760–1837)
  - 1 Brygada – gen. bryg. Michel Silvestre Brayer (1769–1840)
    - 6 pułk prowizoryczny (6 i 25 pułk piechoty lekkiej) – mjr de Lanoy
    - 10 pułk prowizoryczny (16 i 28 pułk piechoty lekkiej) – płk Pierre-François Maigrot
    - 14 pułk prowizoryczny (34 i 40 pułk piechoty liniowej) – płk Dolion
    - 19 Pułk prowizoryczny (32 i 58 pułk piechoty liniowej) – płk François Bony

  - 2 Brygada – gen. Jacques Louis Charriere
    - 21 pułk prowizoryczny (59 i 69 pułk piechoty liniowej) – płk Frederic Alexandre Laurin
    - 24 pułk prowizoryczny (88 i 103 pułk piechoty liniowej) – płk Forgeot
    - 22 pułk piechoty lekkiej – płk Vezan

- 9 Dywizja – gen. dyw. Antoine Guillaume Delmas (1767–1813)
  - 1 Brygada – gen. Charles Henri Anthing
    - 2 pułk prowizoryczny (2 i 4 pułk piechoty lekkiej) – mjr Laporte
    - 29 pułk piechoty lekkiej – mjr Peteil
    - 136 pułk piechoty liniowej – płk Alexandre Charles Joseph Ghislain d'Aubrene

  - 2 Brygada – Francois Vergez
    - 136 pułk piechoty liniowej – płk Pierre Mataly de Maran
    - 145 pułk piechoty liniowej – płk François Antoine Nicolas

- 10 Dywizja – gen. dyw. Joseph Jean Baptiste Albert (1771–1822)
  - 1 Brygada – gen. Gisbert Antoine Baudouin de Gelder van Dedem
    - 4 pułk prowizoryczny (5 i 12 pułk piechoty lekkiej) – mjr Benard
    - 139 pułk piechoty liniowej – płk Edme Victor Bertrand

  - 2 Brygada – gen. Louis Suden
    - 140 pułk piechoty liniowej – płk Pierre Ganivet–Desgraviers
    - 141 pułk piechoty liniowej – płk Pierre Pignet

- 11 Dywizja – gen. dyw. Étienne Pierre Ricard (1771–1843)
  - 1 Brygada – gen. Jean Joseph Tarayre (1770–1855)
    - 9 pułk piechoty lekkiej – mjr Moureze
    - 17 pułk prowizoryczny (43 i 75 pułk piechoty liniowej) – płk Klippffel
    - 50 pułk piechoty liniowej – mjr Chagne
    - 65 pułk piechoty liniowej – Commandant Delise

  - 2 Brygada – gen. Gratien Dumoulin
    - 142 pułk piechoty liniowej – płk Jean–Louis Boudin de Roville

- 39 Dywizja – gen dyw. Jean Gabriel Marchand (1765–1851)
  - 1 Brygada – gen. Stockhorn
    - 1 pułk piechoty Badeńskiej – płk Brandt
    - 3 pułk piechoty Badeńskiej – płk Bruckner

  - 2 Brygada – książę Emil Heski
    - Hescy fizylierzy gwardii – płk Schoenberg
    - 2 pułk piechoty Heskiej – płk de Gall
    - Gwardia heska – mjr Steilweg
    - bateria artylerii badeńskiej
    - bateria artylerii heskiej

- 23 Brygada Lekkiej Kawalerii – gen. bryg. Pais Ernest Beurmann
  - 10 pułk huzarów – płk François Monnier
  - Dragoni badeńscy – dowódca Hitpert
  - Rezerwa i tabor korpusu – cztery baterie piesze, dwie baterie konne, cztery kompanie saperów hiszpańskich, oddziały wozów artyleryjskich i ekwipunku